# Xihe
Xihe (en chino, 细河; pinyin, Xìhé, léase Si-Jə) es un distrito urbano bajo la administración directa de la Prefectura Fuxin  en la Provincia de Liaoning, República Popular China.  Su área es de 103 km² y su población total para 2010 superó los 210 mil habitantes. 

## Administración
Desde julio de 2023, el  Distrito Xihe  se divide en 4 pueblos que se administran en 3 subdistritos y 1   poblado.